# Ahatanhel Krymskyi
Ahatanhel Yukhymovych Krymsky (en ucraniano: Агатангел Юхимович Кримський, en ruso: Агафангел Ефимович Крымский; Volodímir-Volinski, 15 de enero de 1871 - Kostanái, 25 de enero de 1942) fue un orientalista, lingüista, políglota, erudito literario, folclorista, escritor y traductor ucraniano. Fue uno de los fundadores de la Academia de Ciencias de Ucrania (VUAN) en 1918 y de la Sociedad Científica Shevchenko desde 1903. Aunque Krymsky no tenía origen ucraniano, se describía a sí mismo como "patriota" y  "ucranófilo".
En 1941 fue arrestado por las autoridades soviéticas como "nacionalista ucraniano", "ideólogo de los nacionalistas ucranianos" y "jefe de la clandestinidad nacionalista ucraniana". Fue condenado por "actividades nacionalistas antisoviéticas" y encarcelado en la prisión general número 7 de Kostanái (hoy Kazajistán).

## Biografía
Krymsky nació en Volodímir-Volinski, Imperio ruso (actualmente Ucrania); su padre era tártaro con ascendencia bielorrusa y su madre era polaca. En 1915, en una entrevista con el periódico "Tergiman", Krymskyi se identificó como tártaro de Crimea. Su apellido "Krymskyi" (en ucraniano: Кримський) significa "Crimea" y fue recibido por un antepasado en el siglo XVII que era un mulá tártaro de Bajchisarái. Fue bautizado en la iglesia ortodoxia oriental.
Poco después de nacer se mudó junto a su familia a Zvenyhorodka en el centro de Ucrania. Se graduó de Galagan College en Kiev en 1889, del Instituto Lazarev de Lenguas Orientales en Moscú en 1891 y posteriormente de la Universidad de Moscú en 1896. Después de graduarse, trabajó en el Medio Oriente de 1896 a 1898 y posteriormente regresó a Moscú, donde se convirtió en conferencista en el Instituto Lazarev y, en 1900, en profesor. Krymsky enseñó literatura árabe e historia oriental. En Moscú, participó activamente en el movimiento independentista ucraniano y fue miembro del Hromada ucraniano de Moscú.
En julio de 1918, Krymsky regresó a Kiev y participó en la fundación de la Academia Nacional de Ciencias de Ucrania (VUAN). Con el tiempo, se convirtió en el director de la Academia. Editó 20 de los 25 volúmenes de Записки Історично-філологічного відділу ("Notas del Departamento de Historia y Filología") de la Academia (1920-1929) y fue profesor en la Universidad de Kiev y vicepresidente de la Sociedad Científica de Ucrania en Kiev desde 1918.

## Obra
Krymsky era experto en hasta 34 idiomas; algunas fuentes informan que tenía al menos un conocimiento promedio de 56 idiomas. Krymsky contribuyó con unos cientos de entradas a las enciclopedias rusas Brockhaus, Efron y Granat y escribió muchas otras obras sobre historia y literatura árabe, turca, turca, tártara de Crimea e iraní, algunas de las cuales fueron libros de texto pioneros en estudios orientales rusos.

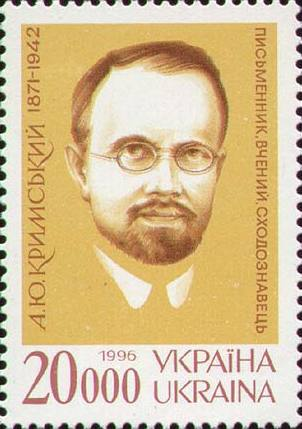
Sello conmemorativo de Ucrania de 1996.

En particular, escribió en ruso, sobre el islam, los árabes de Turquía, de Persia y sus literaturas, la teosofía derviche y un estudio de las lenguas y pueblos semíticos. En las décadas de 1920 y 1930 también escribió en ucraniano historias de Turquía y Persia y sus literaturas; monografías sobre Hafiz y sus canciones y sobre los pueblos túrquicos, sus lenguas y literaturas; y editó una colección de artículos sobre los tártaros de Crimea. Con O. Boholiubsky escribió un estudio sobre la educación superior árabe y la Academia Árabe de Ciencias. Durante los últimos años de su vida escribió una historia de los jázaros en seis volúmenes, que nunca se publicó.
Bajo la dirección de Krymsky, la Comisión Turcológica de la Academia de Ciencias de Ucrania publicó varias obras tituladas "Historia de Turquía", "Historia de Turquía y su literatura", "Introducción a la historia de Turquía", "Turcos, su idioma y literatura", entre otros.
Krymsky investigó la historia del idioma ucraniano. Como se oponía a la afirmación de Aleksei Sobolevsky de que el idioma del antiguo Rus de Kiev era más ruso que ucraniano, escribió tres estudios polémicos en 1904-07 sobre esta cuestión, más tarde sus puntos de vista sobre el idioma del Rus de Kiev se resumieron en Українська мова, звідкіля вона взялася і як розвивалася ("El idioma ucraniano: de dónde vino y cómo se desarrolló"). Krymsky investigó los dialectos ucranianos y participó activamente en el trabajo de estandarización del vocabulario y la ortografía del ucraniano literario en la década de 1920. En esta actividad rechazó la tradición ortográfica gallega. Fue el editor de los dos primeros volúmenes del diccionario ruso-ucraniano de cuatro volúmenes (1924-1933) y del diccionario ruso-ucraniano de lenguaje legal (1926).
Krymsky escribió tres libros de poesía lírica y algunas novelas, y tradujo muchas obras literarias árabes y persas al ucraniano, incluyendo Rubaiyat de Omar Jayam, Las mil y una noches y las canciones de Hafez. También tradujo la poesía de escritores europeos como Heinrich Heine, Lord Byron, Safo, Friedrich Rückert. Publicó artículos y reseñas sobre escritores ucranianos, sus obras y sobre el teatro ucraniano.
Como etnógrafo, Krymsky era partidario de la teoría de la migración. Tradujo al ucraniano y anotó Popular Tales and Fictions (1896) de WA Clouston y también escribió muchas obras orientalistas y artículos sobre etnógrafos ucranianos.

## Fallecimiento
Aunque Krymsky sobrevivió a la Gran Purga de la década de 1930, fue retirado de la actividad académica y docente durante unos 10 años. Desde 1930, las obras de Krymsky fueron prohibidas y se le prohibió publicar sus obras. En 1939 fue rehabilitado, pero en julio de 1941, después de que comenzara la guerra germano-soviética, la NKVD lo arrestó como "especialmente poco confiable" por cargos de "actividades nacionalistas antisoviéticas", y lo encarceló en la prisión general de Kostanái, donde falleció a la edad de 71 años. Oficialmente, Krymsky murió de agotamiento en un hospital de la prisión, pero hay una versión de que podría haber muerto debido a una cruel tortura. Su caso finalmente se suspendió en 1957 y fue rehabilitado oficialmente en 1960.